# Huawei Honor 7
Huawei Honor 7 – smartfon stworzony przez Huawei pod marką Honor. Jest on następcą wyprodukowanego w 2014 roku Huawei Honor 6. Urządzenia marki Honor (W tym model Huawai Honor 7) znane są z wysokiej wydajności za niską cenę.

## Opis
Honor 7 jest zbudowany z aluminium, ma 5,2-calowy ekran dotykowy, 20 MPx aparat tylny i 8 MPx przedni. Jest on dostępny w trzech kolorach – złoty, szary i srebrny, złoty tylko na rynku chińskim. Złota wersja wspiera technologię NFC i ma 64 GB pamięci wewnętrznej. Międzynarodowa wersja jest dostępna w kolorze szarym i srebrnym, z 16 GB wbudowanej pamięci i bez NFC. Telefon posiada czytnik linii papilarnych. Dodatkowo posiada tzw. „inteligentny” przycisk, który można dowolnie skonfigurować.

## Oprogramowanie
Honor 7 został wprowadzony na rynek z Androidem Lollipop z interfejsem Huawei Emotion UI (EMUI) w wersji 3.0.

## Wersje
Nowa wersja została nazwana Honor 7 Enhanced i jest dostarczana z systemem Android 6.0 Marshmallow. Różnicą w stosunku do poprzedniego wydania jest nie tylko zainstalowany fabrycznie Android 6, ale także wprowadzenie 32 GB pamięci wewnętrznej. Inne parametry są takie same jak w podstawowej wersji.